# Herinneringsmedaille aan de Expeditie in China (1860)

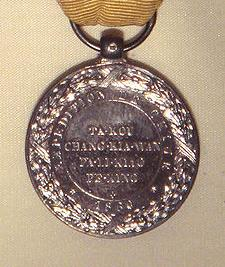
Revers van de medaille

De Herinneringsmedaille aan de Expeditie in China (Frans: Medaille commemorative de l' expedition de Chine de 1860) was een militaire onderscheiding van het Tweede Franse Keizerrijk. In 1860 besloot Napoleon III Keizer der Fransen deze medaille in te stellen om de soldaten en zeelieden die deelnamen aan de Anglo-Franse expeditie naar China, tijdens de Tweede Opiumoorlog te belonen. De medaille werd ingesteld bij Keizerlijk Decreet van 23 januari 1861 en ongeveer 18000 maal uitgereikt.

## Geschiedenis
Het Britse Rijk was betrokken geweest bij een conflict met de Qing-dynastie en eiste sinds 1856
behalve het legaliseren van de door de Chinese regering verfoeide en voor de Chinese bevolking zeer schadelijke opiumhandel, het uitbreiden van de handel in koelies, het openen van elke haven van China voor de Britse handelaren en vrijstelling van buitenlandse import van interne douaneverplichtingen.
In 1857 deden zich incidenten voor. In Engeland maakte het misleidende verslag over het "Arrow incident", geschreven door de Britse consul in Guangzhou. Harry Parkes, veel indruk. De Chinezen waren opgetreden tegen een vermoedelijk piratenschip dat zonder daar recht op te hebben de Britse rode koopvaardijvlag voerde. De Britten meenden dat hun vlag was beledigd.
Het Franse Keizerrijk, de Verenigde Staten en het Russische Rijk reageerden snel. Zij verzochten Groot-Brittannië om een alliantie te vormen. Frankrijk besloot de Britse actie tegen China met mankracht te steunen. Dit naar aanleiding van de door de Chinese lokale autoriteiten bevolen executie van een Franse missionaris, pater August Chapdelaine in de provincie Guangxi.
De westerse machten vernederden het weerloze China en het Zomerpaleis van de keizer werd geplunderd en vernield.

## Medaille
De ronde zilveren medaille heeft een diameter van 30 millimeter en werd gegraveerd door Albert Désiré Barre. Op de voorzijde is de met lauweren gekroonde kop van de Franse keizer afgebeeld met het rondschrift Napoleon III EMPEREUR. De medaille wordt omlijst door een brede en plastisch weergeggeven samengebonden lauwerkrans. Op de keerzijde staat de inscriptie EXPÉDITION DE CHINE 1860 met daaromheen de namen van de plaatsen waar belangrijke gevechten plaatsvonden zoals Ta-Kou, Cang-Kia-Wan, Pa-Li-Kiao en Pe-King. Ook de keerzijde is omgeven door een brede lauwerkrans.
De medaille wordt aan een opvallend geel zijden lint op de linkerborst gedragen. Op dat lint staan de in blauwe zijde geweven Chinese karakters voor "Noordelijke Hoofdstad" oftewel "Peking".
De medailles werden in de meeste gevallen als militaire onderscheiding verleend,
De waarschijnlijke aantallen zijn :
| Ministerie         | Aantal |
| ------------------ | ------ |
| Oorlog             | 6 680  |
| Marine             | 12 000 |
| Financiën          | 19     |
| Buitenlandse Zaken | ??     |

## Protocol
De medaille werd op de linkerborst gedragen. Wanneer men op uniformen geen modelversierselen droeg was een kleine rechthoekige baton in de kleuren van het lint voorgeschreven. De medaille werd ook als miniatuur met een doorsnede van 19 millimeter gedragen op bijvoorbeeld een rokkostuum.

## Gerelateerde medaille
- De Herinneringsmedaille aan de Expeditie naar China (1901)